# 노준현
노준현(1999년 12월 13일 ~ )은 대한민국의 전직 카트라이더 프로게이머이다.
과거에는 DogWorld, World라는 아이디를 사용했다.

## 선수 시절

### 크레이지레이싱 카트라이더
2020년 6월 1일, GC 부산 E-STATS에 입단하면서 프로 커리어를 시작했다. 2020-2시즌 팀전 5위, 개인전 10위를 기록했다. 
2021시즌을 앞두고 E-STATS e스포츠와 재계약을 체결했다. 2021-1시즌 팀전 6위, 개인전 9위를 기록했다. 이후 팀이 해체되었다.
2021년 5월 21일, 아프리카 프릭스에 입단했다. 2021-2시즌 팀전 3위, 개인전 9위를 달성했다. 2021수퍼컵 팀전 3위, 개인전 16위를 달성했다.
2022시즌을 앞두고 광동 프릭스와 재계약을 체결했다. 2022-1시즌 팀전 준우승, 개인전 5위를 달성했다. 2022-2시즌 팀전 준우승을 달성했다. 2022수퍼컵 팀전 준우승, 개인전 11위를 달성했다.

### 카트라이더: 드리프트
2023시즌을 앞두고 광동 프릭스와 재계약을 체결했다. 프리시즌1 팀전 우승, 개인전 5위를 달성했다. 2프리시즌2 팀전 우승, 개인전 6위를 달성했다. 2023시즌 팀전 우승, 개인전 13위를 기록했다.
2024년 10월 12일, 팀이 해체되었다.

## 소속팀
| # | 팀명            | 소속 기간               | 소속 리그 | 비고 |
| - | --------------- | ----------------------- | --------- | ---- |
| 1 | GC 부산 E-STATS | 2020.06.01 ~ 2021.05.19 | KRL       |      |
| 2 | 아프리카 프릭스 | 2021.05.21 ~ 2024.10.12 | KRL KDL   |      |

## 수상 내역

### 크레이지레이싱 카트라이더
공식 대회 준우승 3회
- 2021 신한은행 헤이영 카트라이더 리그 시즌 2 팀전 3위
- 2021 신한은행 헤이영 카트라이더 리그 수퍼컵 팀전 3위
- 2022 신한은행 헤이영 카트라이더 리그 시즌 1 팀전 준우승
- 2022 신한은행 헤이영 카트라이더 리그 시즌 2 팀전 준우승
- 2022 신한은행 쏠 카트라이더 리그 수퍼컵 팀전 준우승

### 카트라이더: 드리프트
공식 대회 우승 1회
- 카트라이더: 드리프트 리그 프리시즌 1 팀전 우승
- 카트라이더: 드리프트 리그 프리시즌 2 팀전 우승
- 2023 카트라이더: 드리프트 리그 팀전 우승